# Орден Святой Троицы
Орден Святой Троицы — государственная награда императорской Эфиопии.

## История
Орден Святой Троицы был учрежден императором Хайле Селассие I 2 ноября 1930 года по случаю своей коронации. Вначале орден предназначался для высшей знати, придворных и высшего духовенства «за выдающие заслуги, военные и гражданские, перед троном», а также оговаривалось, что орден может вручаться иностранцам.
Орденом Троицы были награждены несколько эфиопских полков, сражавшихся во время итальянской оккупации 1936-1941 гг и принимавших участие в освобождении страны, их знамёна были украшены знаком ордена. Сейчас они выставлены в кафедральном соборе Святой Троицы в Аддис-Абебе . 
В 1974 году Орден Святой Троицы был упразднён коммунистическими властями, но сохранился как династическая награда Эфиопской Императорской династии.

## Степени
При учреждении Орден имел пять степеней:
- Большой крест — знак ордена на широкой плечевой ленте и звезда ордена
- Великий офицер — знак ордена на шейной ленте и звезда ордена
- Командор — знак ордена на шейной ленте
- Офицер — знак ордена на нагрудной ленте
- Кавалер — знак ордена на нагрудной ленте

В эмиграции Орден был реформирован Эфиопским Коронным советом в 1993 году. После реформы была добавлена ещё одна степень: 

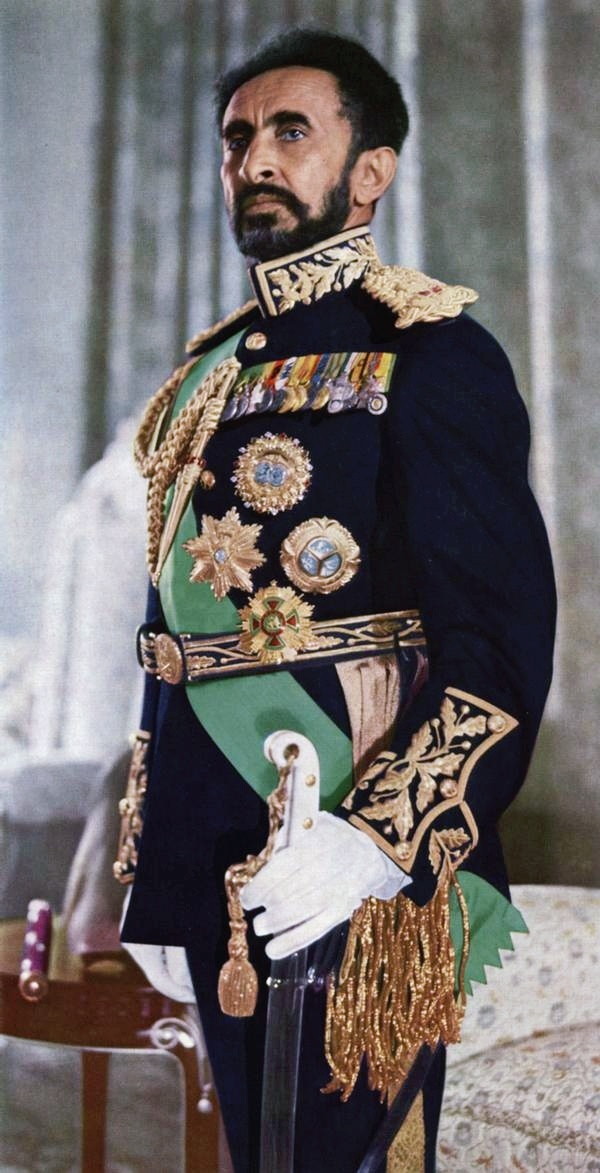
Хайле Селассие со звездой Большого креста ордена Святой Троицы (в среднем ряду - вторая слева)

- Большая орденская цепь

## Инсигнии
Знак ордена представляет собой круглый медальон, украшенный Императорской короной и тисненными надписями на золотой кайме. В четырёх равноудалённых точках окружности медальона небольшие отростки, придающие знаку крестообразную форму. В центре медальон разделен на три части, в котором помещены три изображения белой на синей эмали с фигурами Бога-Отца, Иисуса Христа и  фигура голубя с оливковой ветвью в клюве, символизирующая Святой Дух. 
Звезда ордена аналогична знаку, но без императорской короны.
Лента ордена красного цвета с жёлтыми полосами по бокам.